# Tobias Erehed
Kjell Tobias Erehed, född 15 maj 1981 i Tärnaby, är en svensk komiker, estradpoet och vissångare.
År 2011 vann Erehed SM i Poetry slam i Visby. År 2012 gick han till final i VM, som hölls i Paris och kom på en femteplats. Samma år vann han Skandinaviska mästerskapen i Poetry Slam som hölls i Oslo. Erehed medverkade i Släng dig i brunnen under 2017 och jobbade som manusförfattare för Robins.

## Filmer och TV-serier, i urval
- 2017 – Släng dig i brunnen (TV-serie)